# Napoléon-Charles Bonaparte (1802-1807)
Pour les articles homonymes, voir Napoléon-Charles Bonaparte.
Titre
Prince royal de Hollande
5 juin 1806 – 5 mai 1807
(11 mois)
Napoléon Louis Charles Bonaparte, prince français et prince royal de Hollande, né le 10 octobre 1802 à Paris et mort le 5 mai 1807 à La Haye est le fils aîné du roi de Hollande Louis Bonaparte et d'Hortense de Beauharnais, fille de Joséphine de Beauharnais. 
Napoléon Ier, en tant que frère de son père et père adoptif de sa mère, était donc en même temps son oncle et son grand-père.
Il est généralement désigné par son prénom réduit à Napoléon-Charles.

## L'héritier potentiel de NapoléonIer(1804-1807)
L'enfant unissait donc en lui le sang des Bonaparte et des Beauharnais, les deux familles - rivales - de l'empereur des Français et roi d'Italie Napoléon Ier. À partir de l'établissement de l'Empire, le 18 mai 1804, jusqu'à son décès, ce garçon fut considéré implicitement comme l'héritier du trône. En effet, les articles 4, 5 et 6 de la nouvelle constitution impériale déclaraient que :
- Article 4. - Napoléon Bonaparte peut adopter les enfants ou petits-enfants de ses frères, pourvu qu'ils aient atteint l'âge de dix-huit ans accomplis, et que lui-même n'ait point d'enfants mâles au moment de l'adoption. - Ses fils adoptifs entrent dans la ligne de sa descendance directe. - Si, postérieurement à l'adoption, il lui survient des enfants mâles, ses fils adoptifs ne peuvent être appelés qu'après les descendants naturels et légitimes. - L'adoption est interdite aux successeurs de Napoléon Bonaparte et à leurs descendants.
- Article 5. - À défaut d'héritier naturel et légitime ou d'héritier adoptif de Napoléon Bonaparte, la dignité impériale est dévolue et déférée à Joseph Bonaparte et à ses descendants naturels et légitimes, par ordre de primogéniture, et de mâle en mâle, à l'exclusion perpétuelle des femmes et de leur descendance.
- Article 6. - À défaut de Joseph Bonaparte et de ses descendants mâles, la dignité impériale est dévolue et déférée à Louis Bonaparte et à ses descendants naturels et légitimes, par ordre de primogéniture, et de mâle en mâle, à l'exclusion perpétuelle des femmes et de leur descendance.

Joseph Bonaparte, le frère ainé de Napoléon, ayant deux filles, c'était donc à l'aîné des garçons de Louis que pouvait revenir la couronne impériale par l'application des articles 4 (via l'adoption) et 6 (via la primogéniture mâle issue de Louis Bonaparte).
Le 2 décembre 1804, le petit Napoléon-Charles participa à la cérémonie du Sacre de Napoléon Ier. Son portrait apparait dans le célèbre tableau du peintre Jacques-Louis David, achevé en novembre 1807, quelques mois seulement après le décès de l'enfant.

## La mort de Napoléon-Charles et le divorce de Napoléon et de Joséphine
Ses parents étant devenus souverains du nouveau Royaume de Hollande, Napoléon-Charles vint vivre dans le pays dont il était devenu le prince héritier. Mais quelques mois plus tard, dans sa cinquième année, le 5 mai 1807, il mourut du croup (sans doute de type diphtérique) à la Haye après quelques jours de maladie, dans les bras de sa mère. Les médecins pensaient qu'il s'agissait de la rougeole et l'enfant fut mal soigné. Le médecin personnel de Napoléon Ier, Corvisart qui avait été appelé depuis Paris à la Haye pour aider au diagnostic et au soin de l'enfant, apprit son décès à mi-chemin. La reine Hortense fut très abattue pendant plusieurs semaines, au point d'inquiéter son entourage et l'empereur lui-même.
Sa mort affligea également l'empereur, qui apprit la nouvelle le 14 mai suivant alors qu'il était en campagne militaire en Pologne. La cause du décès de son neveu engagea Napoléon à lancer un prix pour récompenser le meilleur mémoire de médecine sur le croup et sur la manière de le traiter.
Napoléon, dès lors, commença à être très préoccupé par sa succession : ayant appris en décembre 1806, avant le décès de Napoléon-Charles, qu'il était le père d'un garçon (le futur comte Léon) d'une maîtresse, Éléonore Denuelle de La Plaigne, il fut convaincu de sa capacité d'être père. Joséphine s'inquiéta alors fortement de son avenir d'épouse impériale. Les enjeux de la succession impériale devinrent aigus en 1809 (Napoléon fut blessé légèrement à la bataille de Ratisbonne en avril, et failli être assassiné à Schönbrünn par Frédéric Staps en octobre). Il divorça de Joséphine de Beauharnais en décembre de la même année. Marié à Marie-Louise d'Autriche en avril 1810, il eut son fils légitime et héritier du trône Napoléon François Joseph Charles, titré à sa naissance roi de Rome le 20 mars 1811.

## Une dépouille à la recherche d'une dernière demeure (1807-1819)

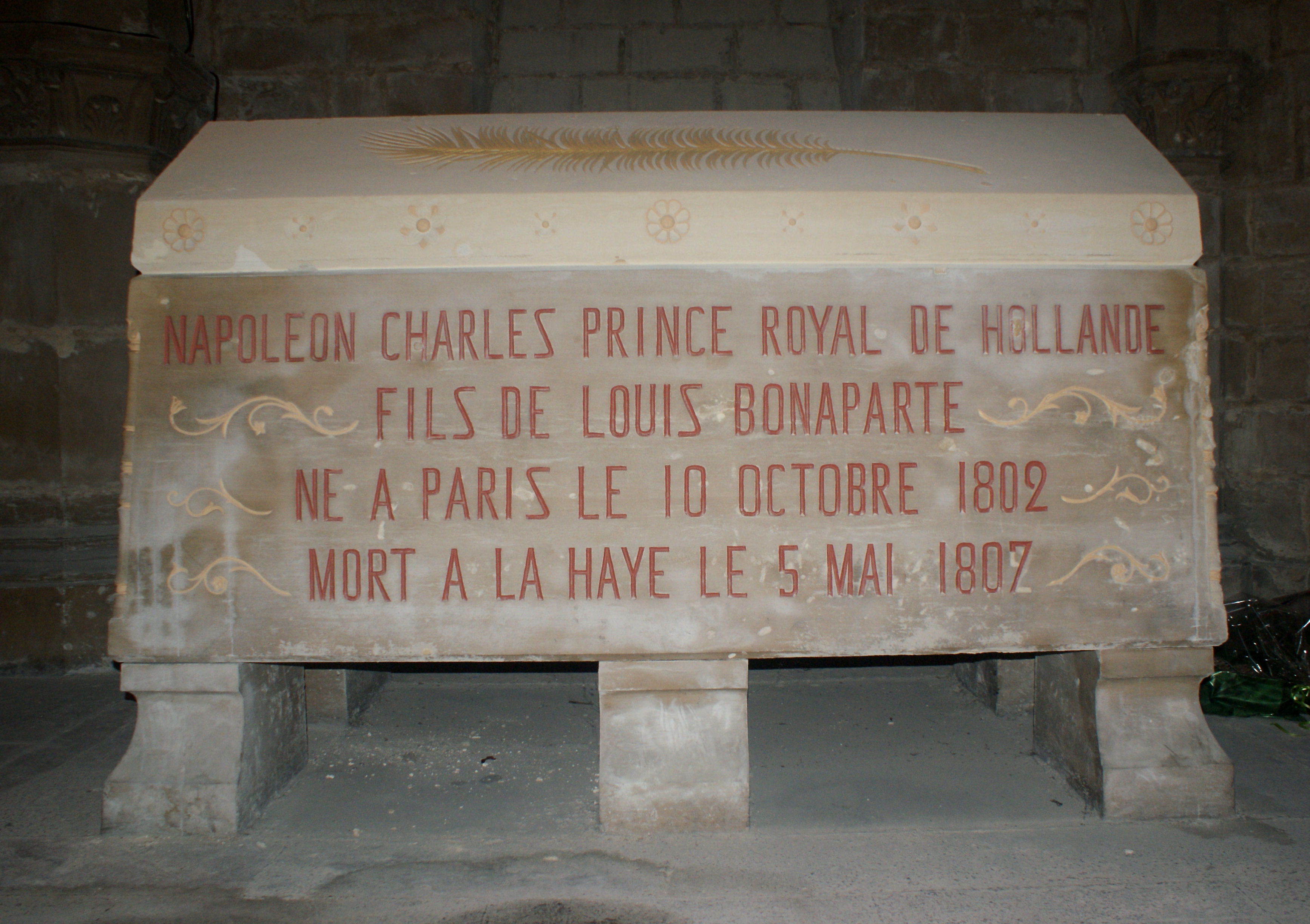
Sarcophage du prince Napoléon-Charles

Le roi Louis avait fait déposer la dépouille de son fils ainé dans la chapelle Saint-Charles du château du Bas de Saint-Leu-la-Forêt, près de Paris, qu'il possédait depuis 1804. De Tilsit, où il se trouvait après sa victoire à Friedland avant d'y faire la paix avec l'Empire russe, Napoléon demanda que la dépouille du prince fût déposée en la cathédrale Notre-Dame de Paris, en attendant que la basilique Saint-Denis fût prête à la recevoir définitivement, l'empereur ayant le projet de perpétuer la tradition monarchique en déposant dans cette basilique les dépouilles des souverains et des princes de sa nouvelle dynastie. Le transfert à Notre-Dame de Paris eut lieu le 7 juillet 1807, et le cercueil fut déposé dans la chapelle Saint-Gérand. Au retour définitif des Bourbons en 1815, le cercueil retourna à Saint-Leu-la-Forêt, dans la chapelle Saint-Charles du château avant d'être déplacé par le nouveau propriétaire du château, le prince de Condé, le 19 août 1819 dans la crypte de l'église paroissiale de la commune, où il repose.

## Neveu d'un empereur, cousin d'un empereur, frère d'un empereur
Neveu de l'empereur Napoléon Ier et de manière posthume cousin germain de Napoléon II, Napoléon-Charles avait deux frères : 
- Napoléon Louis, né en 1804, qui fut prince royal de Hollande (5 juin 1806 - 1er juillet 1810), prince héritier du royaume de Hollande (5 mai 1807 - 1er juillet 1810), roi nominal de Hollande (du 1er juillet au 13 juillet 1810) et Grand-duc de Berg du 3 mars 1809 au 4 avril 1815 (date de l'annexion légale par la Prusse), et mourut en 1831 ;
- Charles Louis Napoléon, qui naquit un an après la mort de Napoléon-Charles, fut prince royal de Hollande (20 avril 1808 - 1er juillet 1810), devint en 1846 l'ainé de la famille impériale, et devint Président de la République française (1848-1852), puis empereur des Français sous le nom de Napoléon III (1852-1870).

## Portraits
Il existe peu de représentations artistiques qui datent de la brève période de vie de Napoléon-Charles. On peut citer :

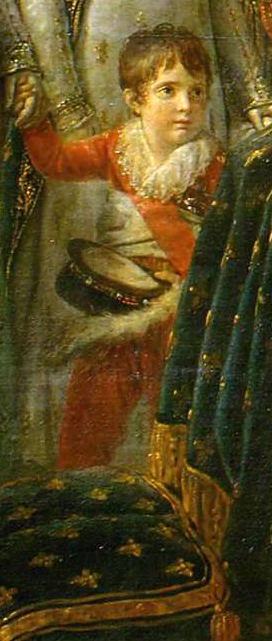
Le Sacre de Napoléon, peinture de Jacques-Louis David, exécutée entre 1805 et 1807. Napoléon-Charles y a deux ans et deux mois. Seul enfant du tableau, hormis les deux enfants de chœur adolescents présents à droite de l’œuvre. Le tableau a deux versions : l'une au musée du Louvre et l'autre au Château de Versailles ;
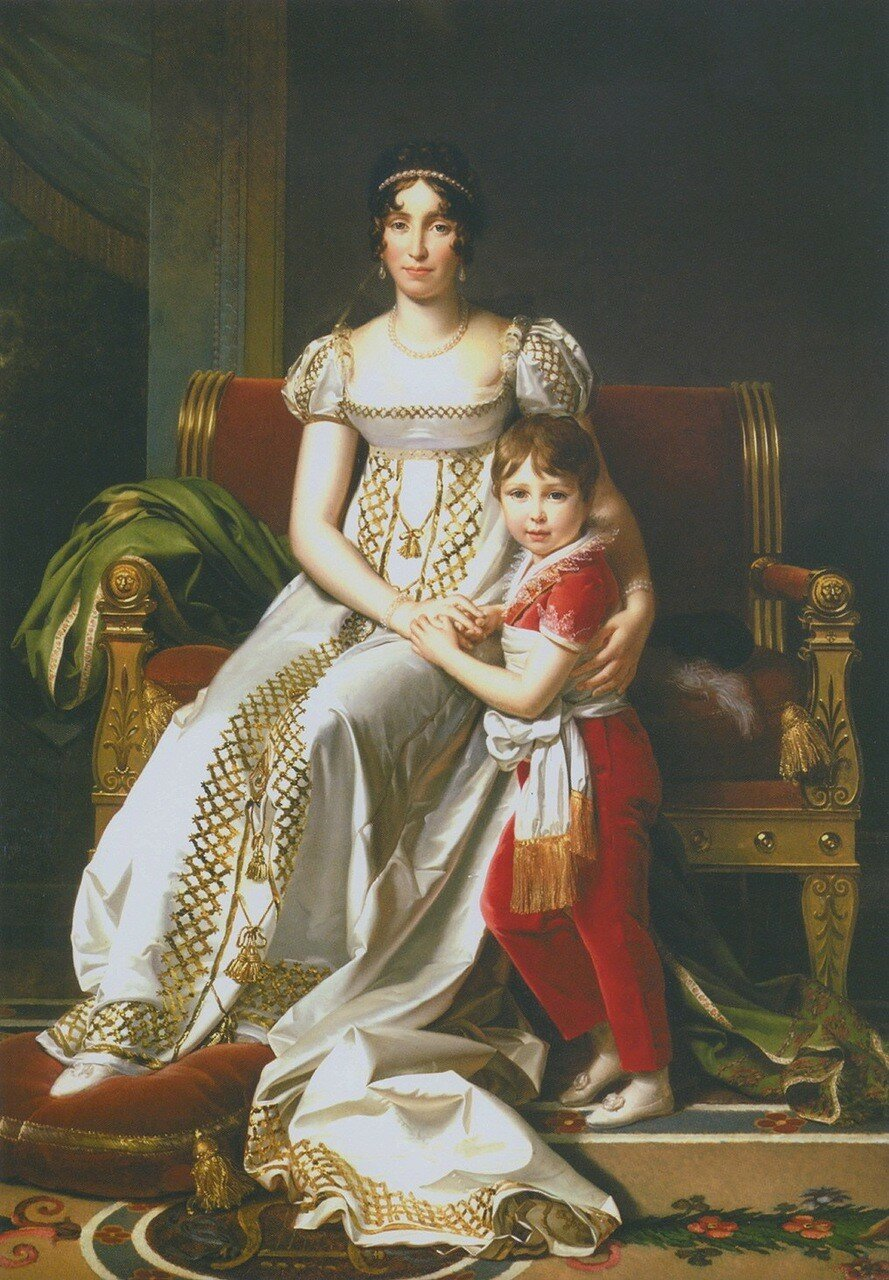
Hortense de Beauharnais et son fils Napoléon-Charles, peinture de François Gérard, exécutée en 1806. Napoléon-Charles a environ quatre ans ;
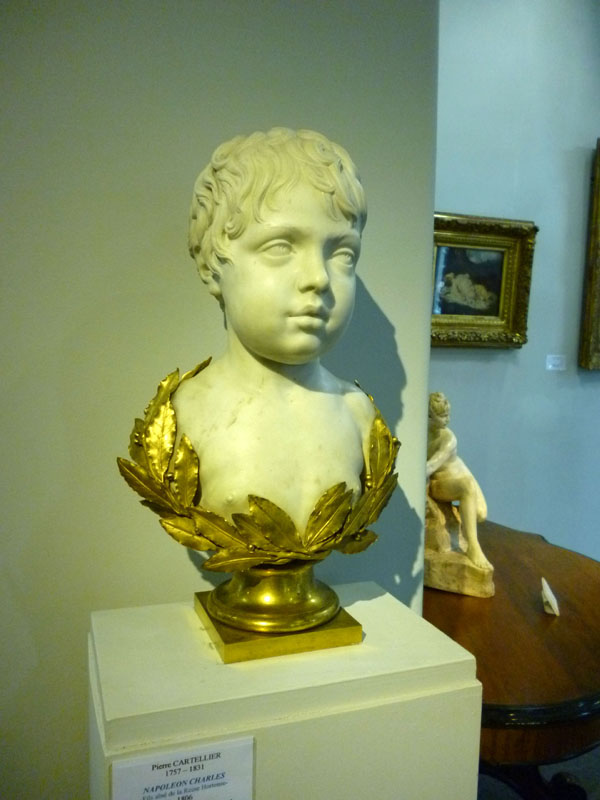
Napoléon-Charles, fils aîné du roi Louis de Hollande et de la reine Hortense[6], peinture de François Gérard, exécutée en 1806. Napoléon-Charles a environ quatre ans. Ce portrait en pied de l'enfant est très proche du tableau précédent : coiffure de l'enfant, posture du bras et parures du vêtement ;
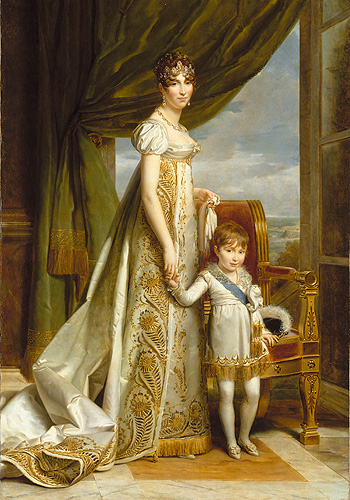
Napoléon-Charles, fils aîné de la reine Hortense, Buste en marbre entouré d’une couronne de laurier en bronze doré, sculpté par Pierre Cartellier en 1806. Napoléon-Charles a environ quatre ans. L’œuvre est au musée des Beaux-Arts d'Aix-les-Bains - Musée Faure[7].  - Napoléon-Charles, lors du sacre de Napoléon, par Jacques-Louis David, entre 1805-1807
  - Hortense de Beauharnais et son fils Napoléon-Charles, par François Gérard, 1806. 
  - Buste de Napoléon-Charles, par Pierre Cartellier, l'enfant a environ 4 ans (vers 1806)
  - Napoléon-Charles, prince de Hollande, et sa mère, par François Gérard, 1807.

D'autres représentations ont été réalisées après 1807 :
- Monument à la mémoire de Louis Bonaparte, par Louis-Messidor Lebon Petitot (1794-1862). Monument en marbre de Carrare, inauguré en 1862 dans le chœur de l'église Saint-Leu-Saint-Gilles de Saint-Leu-la-Forêt, et possédant le portrait de Napoléon-Charles en bas-relief[8].